# Saint-Augustin (Madagaskar)
Saint-Augustin (ook bekend als Ianantsony) is een plaats en commune in het zuiden van Madagaskar, behorend tot het district Toliara II, dat gelegen is in de regio Atsimo-Andrefana. Tijdens een volkstelling in 2001 telde de plaats 15.030 inwoners. In de buurt van de plaats mondt de rivier Onilahy uit in zee.
De plaats biedt naast lager onderwijs ook middelbaar onderwijs aan. 23% van de bevolking werkt als landbouwer, 10% houdt zich bezig met veeteelt en 60% verdient zijn brood als visser. De belangrijkste landbouwproducten zijn zoete aardappelen en rijst; een ander belangrijk product is limabonen. Verder is 7% actief in de dienstensector.

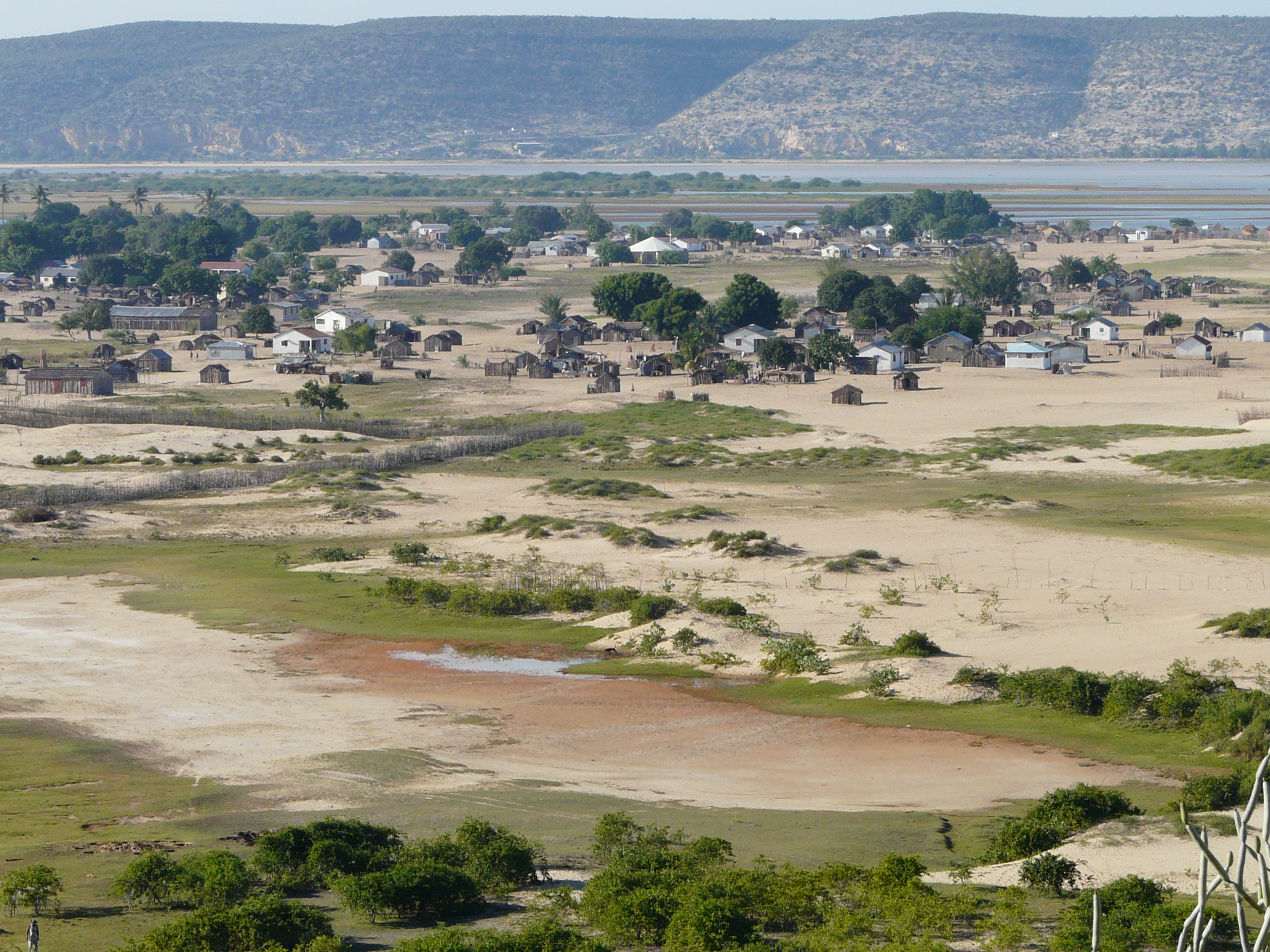
De plaats Saint-Augustin